# Michael Glocker
Michael Otto Glocker (* 27. August 1960 in Altheim bei Biberach an der Riß) ist ein deutscher Chemiker und Biomediziner.

## Leben
Nach dem Abitur am Gymnasium Ehingen studierte Glocker Chemie mit Schwerpunkt Organische Chemie an der Universität Konstanz. 1990 wurde er in Konstanz bei Johannes Jochims mit einer Arbeit über die Umsetzungen mit Nitriliumsalzen zum Dr. rer. nat. promoviert. Er war anschließend als Postdoc an der Oregon State University (OSU) und arbeitete dort bei Max L. Deinzer am Institut für Massenspektrometrie, insbesondere im Bereich der Protein-Disulfidbrücken. Ab 1992 war er Wissenschaftlicher Mitarbeiter bei Michael Przybylski an der Konstanzer Universität. 1994 habilitierte er sich dort mit einer Schrift über bioanalytische Methoden für die biochemische Proteinmodifikation mit Hilfe von hoch auflösenden Massenspektrometern.
1995 erhielt er einen Ruf an die Universität Rostock auf die erste deutsche Professur für Proteomik. Er ist zudem seit 1999 Gründungsdirektor des Proteom-Zentrum Rostock, eines Forschungsinstituts des Institut für Immunologie an der medizinischen Fakultät der Universität Rostock. Das Zentrum engagiert sich in der molekularen Charakterisierung polygener Erkrankungen via Proteom- und Transkriptomanalysen mit integrierter Bioinformatik.
Er leitet unter anderem das Leitprojekt des Bundesministeriums für Bildung und Forschung „Proteom-Analyse des Menschen“ sowie zusammen mit Hans-Jürgen Thiesen das Forschungsprojekt „Entwicklung eines Peptid-Chips für die Autoimmun-Diagnostik“ im Rahmen des Exzellenzförderprogramm Mecklenburg-Vorpommern.
Glocker ist Mitgründer der Deutschen Gesellschaft für Proteomforschung (DGPF). Er ist Mitglied der Gesellschaft Deutscher Chemiker (GDCh), der Deutschen Gesellschaft für Massenspektrometrie (DGMS), der American Society for Mass Spectrometry (ASMS), der European Peptide Society (EPS), der Swiss Proteomics Society (SPS) und der Deutschen Elektrophorese Gesellschaft (DEG).
Er hat zahlreiche wissenschaftliche Arbeiten veröffentlicht. Er ist Gutachter bei mehreren wissenschaftlichen Fachzeitschriften und Mitglied des Editorial Board von “European Journal of Mass Spectrometry (EJMS)”.
Er ist seit 1981 Mitglied der katholischen Studentenverbindung K.D.St.V. Bodensee Konstanz im CV.